# Керкленд (Вашингтон)
Ке́ркленд (англ. Kirkland, произносится [ˈkɜrklənd]) — город в штате Вашингтон. Расположен на северо-восточном берегу озера Вашингтон, относится к восточным пригородам Сиэтла, так называемому Истсайду. На юге Керкленд граничит с Белвью, на востоке — c Редмондом.

## История
До колонизации Америки на территории города жило племя индейцев.
В 1886 году, узнав об обнаружении залежей железа в Каскадном хребте, в этот район прибыл британско-американский бизнесмен Питер Кирк, стремящийся расширить семейную сталелитейную компанию в Мосс-Бей. Основанный им город был назван в его честь. Первоначально Керкленд планировался как город металлургов. Постепенно город стал расти. В настоящее время является пригородом Сиэтла.
В 1960-х годах Керкленд был самым быстрорастущим по площади городом штата: он присоединил к себе посёлок Хоутон и несколько других населённых пунктов и городских районов.
В 2010-х годах Керкленд испытал взрывной рост населения: если по данным переписи 2000 года в нём проживало 45 054, а в 2010 году — 48 787 человек, то по оценкам 2019 года число жителей удвоилось и составило 93 010. Рост связан с присоединением к Керкленду трёх населённых пунктов, не обладавших статусом муниципалитета: Инглвуд-Финн-Хилла (23 тыс. жителей на 2010 год), Уаниты (31 тыс.) и Кингсгейта (13 тыс.).

## География
Керкленд ограничен на западе озером Вашингтон, на востоке граничит с Редмондом, на юге с Белвью, а на севере с Кенмором, Вудинвиллом и Ботеллом.

### Климат
В городе семиаридный климат.
| Показатель                    | Янв. | Фев. | Март | Апр. | Май | Июнь | Июль | Авг. | Сен. | Окт. | Нояб. | Дек. | Год |
| ----------------------------- | ---- | ---- | ---- | ---- | --- | ---- | ---- | ---- | ---- | ---- | ----- | ---- | --- |
| Средний суточный максимум, °C | 6    | 8    | 12   | 15   | 18  | 21   | 25   | 26   | 22   | 16   | 11    | 7    | 16  |
| Средняя температура, °C       | 3    | 5    | 8    | 10   | 13  | 16   | 19   | 19   | 17   | 12   | 8     | 3    | 11  |
| Средний суточный минимум, °C  | 1    | 2    | 4    | 6    | 8   | 12   | 13   | 14   | 11   | 8    | 4     | 1    | 7   |
| Норма осадков, мм             | 122  | 87   | 89   | 70   | 55  | 41   | 20   | 25   | 39   | 87   | 148   | 138  | 921 |
| Источник: Данные погоды       |      |      |      |      |     |      |      |      |      |      |       |      |     |

## Предприятия
В городе расположено множество технологических компаний: филиалы Google Inc, ICOM, Go Daddy, а также компании Monolith Productions, Tableau, bgC3, RAD Game Tools. Организация Bluetooth Special Interest Group тоже находится в Керкленде. Там же расположена штаб-квартира производителя грузовиков Kenworth.
Крупнейший работодатель города — медицинская сеть EvergreenHealth, включающая крупную больницу.
В Керкленде были основаны компании Valve, Costco, некоторое время в городе базировались Bungie и 343 Industries, но впоследствии переехали. Переехал также и клуб американского футбола «Сиэтл Сихокс», первые годы находившийся в Керкленде.

## Образование
Публичные школы города относятся к Школьному округу озера Вашингтон, покрывающему также город Редмонд и части Саммамиша, Ботелла и Вудинвилла. Школьный округ стабильно входит в число лучших в штате. В Керкленде также расположены частные школы.
В Керкленде два учреждения высшего образования:
- Технологический институт озера Вашингтон[англ.] — училище, ориентированное на профессиональное образование (associate degree — аналог среднего специального образования), но также предоставляющее и бакалаврские программы
- Северо-Западный университет (Northwest University) — частный христианский вуз преимущественно гуманитарной направленности.